# Phare de Goulphar
Phare de Goulphar oder auch Grand Phare de Kervilahouen ist der Name eines Leuchtturms der Gemeinde Bangor im Département Morbihan auf der Insel Belle-Île-en-Mer.
Er kann besichtigt werden und bietet einen weiten Ausblick über die Belle-Île und am Horizont von der Halbinsel Le Croisic bis zur Stadt Lorient. Er besitzt eine Tragweite von 27 Seemeilen.

## Beschreibung
Der Granitturm von Goulphar stellt zusammen mit seinen Nebengebäuden ein stattliches Gebäudeensemble dar. Die verbaute Fresnel-Linse wurde durch ein Gewicht, das in der Wendeltreppe hing, angetrieben. Um eine durchgehende Rotation zu gewährleisten, musste dieses mehrmals pro Nacht nach oben gezogen werden.
Der Leuchtturm wurde zwischen 1826 und 1833 nach Plänen von Augustin Jean Fresnel gebaut und im Januar 1836 in Betrieb genommen. Das komplette Ensemble wurde am 12. Juni 1995 als Monument historique aufgenommen.

Karte von Belle-Île-en-Mer

## Galerie

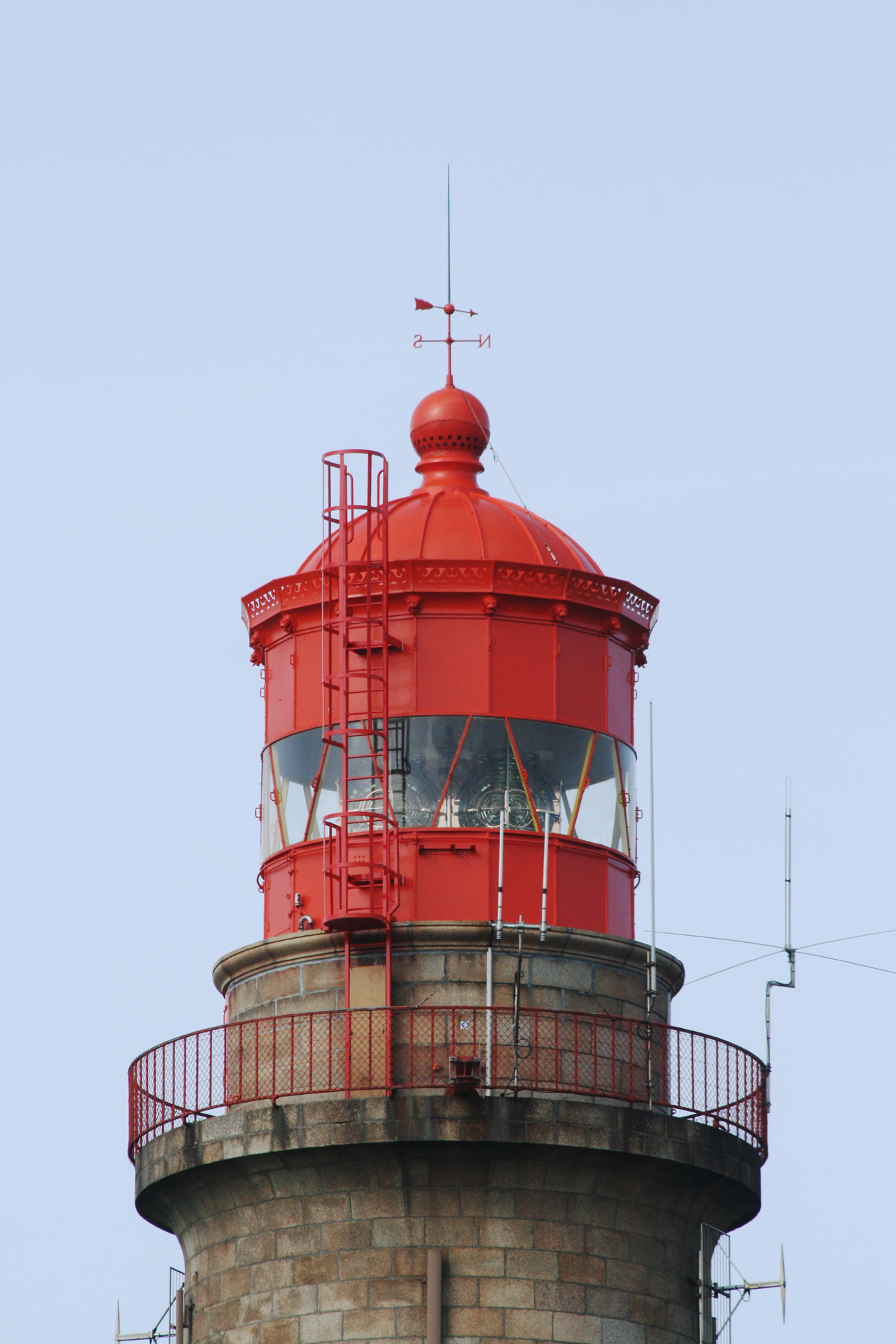
Die Lichtanlage
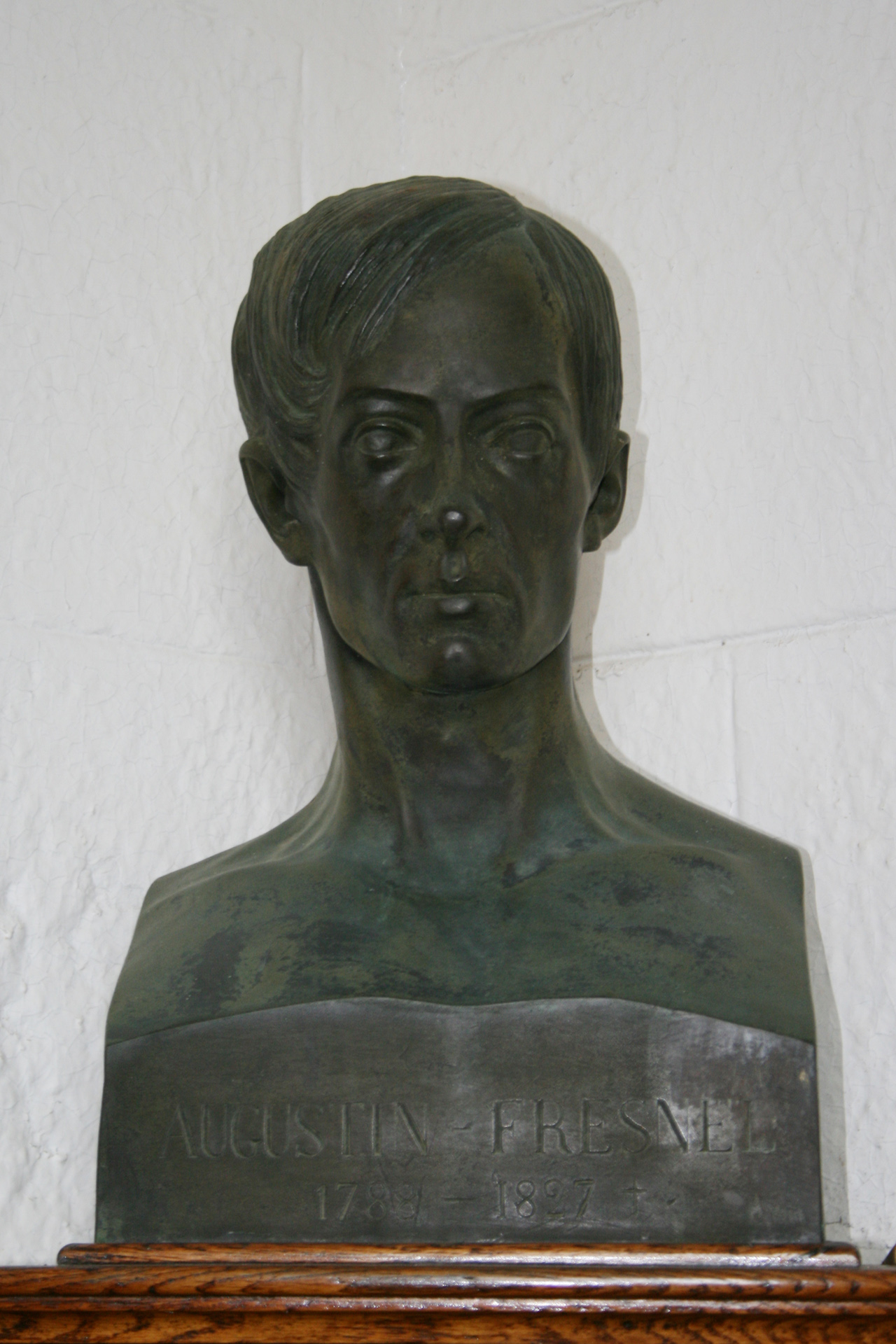
Büste von Augustin Fresnel im Leuchtturm
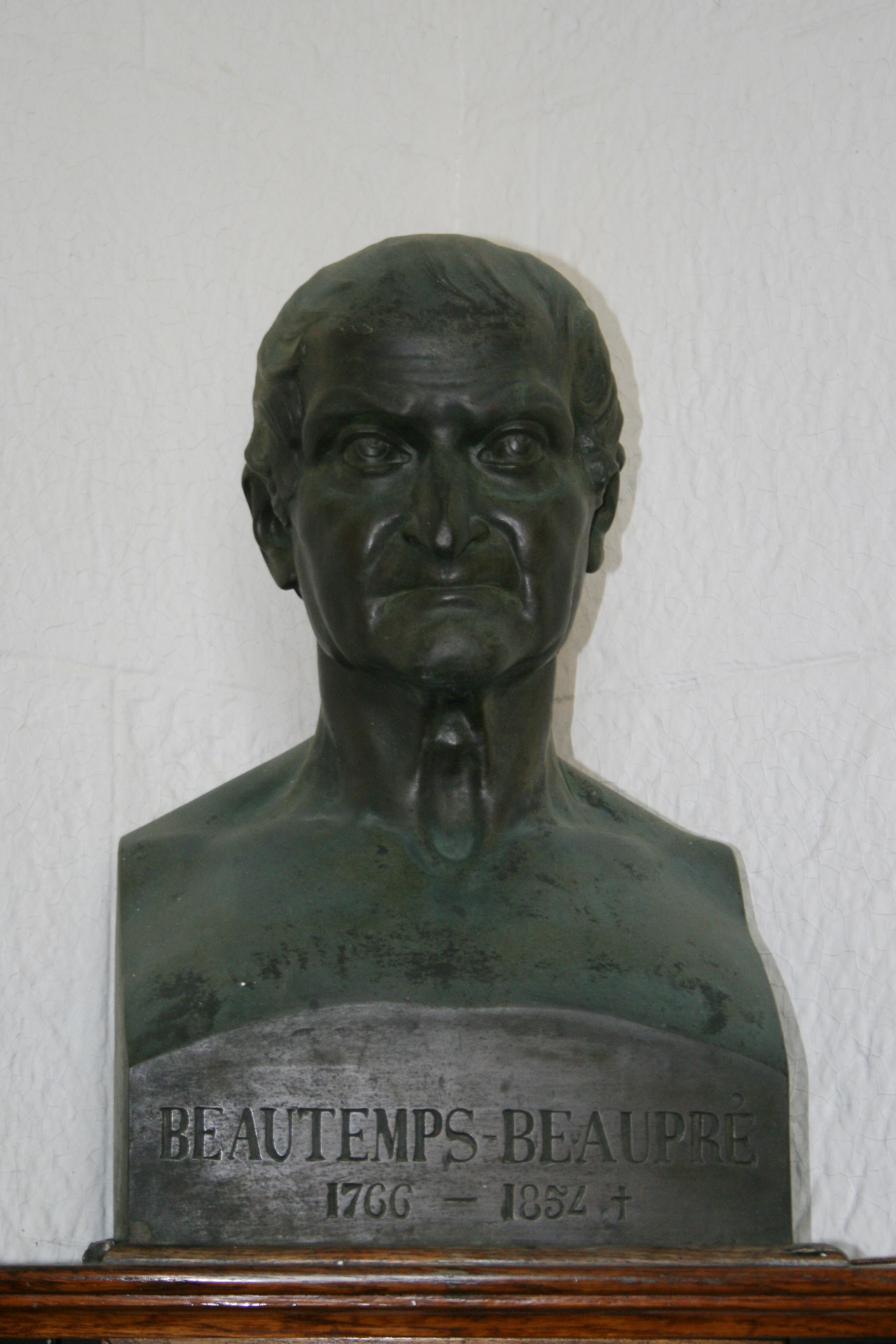
Büste des Hydrografen Charles-François Beautemps-Beaupré im Leuchtturm